# Herminio Herraiz Hidalgo
Herminio Herraiz Hidalgo, nació en Las Pedroñeras, Cuenca el 30 de octubre de 1978. Es un Gran Maestro Internacional de ajedrez español.

## Resultados destacados en competición
Ganó el Campeonato de España juvenil en el año 1998 en Mairena del Aljarafe.
Participó representando a España en una Olimpíadas de ajedrez de 2004 en Calviá en España B.
Ha colaborado como coautor del libro El Método Zugzwang